# 巴納特方言 (保加利亞語)
巴納特方言是巴納特保加利亞人使用的保加利亞語方言。現在巴納特方言約有8000人使用，其中1,658人居住在塞爾維亞，6,500人居住在羅馬尼亞。